# Glaciar Wheeler
El Glaciar Wheeler es un glaciar que fluye sobre la ladera norte del Monte Fraser en dirección oeste-noroeste, ubicado a aproximadamente 3,2 km de la costa sur de la isla Georgia del Sur, la mayor del archipiélago subantártico de las islas Georgias del Sur. Este glaciar fue identificado por primera vez por el South Georgia Survey en el periodo 1951-1957 y se le dio nombre por el Comité de Topónimos de la Antártida del Reino Unido (UK-APC) en honor a J. F. G. Wheeler, un zoólogo británico miembro del personal científico de la Estación de Investigaciones Marinas Discovery ubicada en Grytviken, en la isla Georgia del Sur entre los años 1925-1927 y 1929-1930.